# Sächsische Volkspartei (2006)
Die Sächsische Volkspartei (Kurzbezeichnung SVP) war eine rechtsextreme, nationalistische Regionalpartei im Bundesland Sachsen.

## Geschichte

### Gründung
Im Januar 2005 trat Mirko Schmidt, der im Jahr 2004 über die Landesliste der NPD in den Sächsischen Landtag eingezogen und bis 2009 fraktionsloser Landtagsabgeordneter war, aus der NPD und der NPD-Fraktion im Sächsischen Landtag aus. Er begründete dies damit, dass die NPD „die demokratischen Grundsätze verlassen“ hätte. Die Sächsische Volkspartei (SVP) wurde am 19. März 2006 gegründet. Der anfangs vorhandene Zusatzname „Die demokratische Rechte“ wurde 2008 abgelegt, ebenso wurde das Kürzel „SäVP“ in SVP geändert. 2009 nahm die SVP an der Landtagswahl in Sachsen teil und erreichte 4401 Stimmen, das entspricht 0,2 % der gültigen Stimmen. Ursprünglich war eine gemeinsame Liste mit Republikanern und DSU vorgesehen, die jedoch nicht zustande kam. Ein Antrag der Partei, sich geschlossen in die DSU zu integrieren, wurde abgelehnt.
Im Februar 2011 beteiligte sich die SVP an der Gründung des Wahlbündnisses Pro Sachsen. Der SVP-Vorsitzende Schmidt wurde stellvertretender Vorsitzender des Bündnisses. Schmidt engagierte sich in der Partei Bürgerbewegung pro Deutschland, in der die SVP aufgehen sollte.

### Erste Neugründung
Am 19. Dezember 2015 wurde die SVP formal aufgelöst und mit elf Mitgliedern neu gegründet. Zur Bundestagswahl 2017 wollte die Partei mit einem Direktkandidaten antreten. Die Anerkennung als Partei wurde ihr vom Bundeswahlausschuss verwehrt.
Am 6. Oktober 2018 wurde Heiko Lorenz (* 27. Juni 1971 in Meißen) zum neuen Parteivorsitzenden gewählt, er gehörte im Jahr 2015 zu den Neugründern der Partei. 2018 trat er als Oberbürgermeisterkandidat der SVP in Meißen an und erreichte 2,2 Prozent der Stimmen bei der Wahl. Mirko Schmidt hatte sich aus dem Parteivorstand verabschiedet und war als Berater in der SVP tätig.
Am 9. Februar 2019 löste sich die SVP zugunsten der kurzlebigen Partei Aufbruch deutscher Patrioten auf.

### Zweite Neugründung
Am 30. Januar 2021 gründeten Mitglieder des ehemaligen Vorstands die Partei erneut. Ziel war die Teilnahme an der Bundestagswahl 2021. Vorsitzender wurde wieder Mirko Schmidt. Der Parteistatus wurde vom Bundeswahlausschuss nicht anerkannt.

## Programmatik
Im Wahlprogramm zur Landtagswahl 2009 forderte die Partei den „Schutz der sächsischen Heimat“: Bodenschätze seien Volksvermögen, die Wirtschaft müsse vor Billigimporten geschützt werden. Die Sicherheit in Grenzgebieten solle durch mehr Polizeipräsenz gewährleistet werden. Die SVP forderte außerdem einen Mindestlohn von 8,50 Euro pro Stunde sowie die Abschaffung von Ein-Euro-Jobs und Zeitarbeit. Forderungen nach mehr Bürgerbegehren und Volksentscheiden sowie die Abschaffung der Fünf-Prozent-Hürde bei Landtags- und Bundestagswahlen standen ebenfalls im Wahlprogramm.
Die SVP forderte eine Entscheidung über Asylanträge binnen 48 Stunden. Weiterhin forderte sie, dass „Asylanten“ (eigener Sprachgebrauch) Sachsen zu verlassen hätten, wenn deren politische Verfolgung in ihrem jeweiligen Heimatland nicht mehr gegeben sei. Grundsätzlich wurde ein Zuwanderungsstopp „ausländischer Bürger“ gefordert, sofern sie nicht deutscher Abstammung oder politisch verfolgt sind. Sozialleistungen für „ausländische Bürger“ werden abgelehnt, ein Bleiberecht an die „Anerkennung deutscher Sitten“ geknüpft. Die SVP strebte eine erhebliche Aufstockung der Polizeidienststellen und mehr öffentliche Polizeipräsenz an. Sie forderte, Schwerstkriminelle lebenslang unter „verschärften Haftbedingungen“ zu verwahren. Wirtschaftspolitik sollte „zum Wohle des deutschen Volkes“ mit starker regionaler und lokaler Betonung gestaltet werden. Die SVP forderte einen aggregierten Träger für die Gesetzliche Krankenversicherung in Sachsen. Ferner wurde die Einführung einheitlicher Schulkleidung und die Erhaltung „traditionsgerechter“ Kultur- und Sportstätten gefordert.

## Struktur und Parteimitglieder
Die Sächsische Volkspartei besteht aus dem Bundesverband und dem Landesverband Sachsen. Letzterer untergliederte sich in zwei Regionalverbände. Eine Expansion auf andere Länder im Bundesgebiet war nicht vorgesehen. Die SVP hatte im Jahr 2009 nach eigenen Angaben noch 128 Mitglieder mit einem Frauenanteil von 38 % und einem Durchschnittsalter von 42 Jahren.
Dem Parteivorstand gehörten neben dem Vorsitzenden, seinen beiden Stellvertretern und dem Schatzmeister auch drei Beisitzer an; zuletzt waren dies Peter Klein, Marion Kelz und Dietmar Stenzel.

## Wahlergebnisse und Mandate
Im August 2009 trat die SVP zur Landtagswahl an und verfehlte mit einem Ergebnis von 0,24 % der abgegebenen Stimmen den Einzug in den Sächsischen Landtag deutlich. Bis Juni 2009 war sie mit drei Mitgliedern im Kreistag Meißen und mit zwei Mitgliedern im Stadtrat von Meißen vertreten. Damit stellte sie von 2010 bis zu ihrer Auflösung im Februar 2019 keine Abgeordneten mehr.